# ヨハン・ゲオルク・リックル
ヨハン・ゲオルク・リックル（ドイツ語: Johann Georg Lickl）もしくはハンス＝ゲオルク・リックル（Hans-Georg Ligkl, 1769年4月11日 ニーダーエスターライヒ州コルノイブルク - 1843年5月12日 フュンフキルヒェン（現ハンガリー領ペーチ））は、オーストリア帝国の作曲家。ウィーンでクラヴィーア教師として活動し、一目置かれるオルガニストに大成した。

## 生涯
1769年、ニーダーエスターライヒ州コルノイブルクで生まれたが、少年時代に孤児となった。故郷コルノイベルクの教会オルガニストのヴィッツィヒに師事した後、1785年にウィーンに上京してヨハン・ゲオルク・アルブレヒツベルガーとフランツ・ヨーゼフ・ハイドンに師事。その後1780年代に、レオポルトシュタットのカルメル派教会のオルガニストに迎えられた。
1790年代には、アウフ・デア・ヴィーデン劇場に勤めながらエマヌエル・シカネーダーとの共作により、多数のジングシュピールを創り出した。オペラ以外に、弦楽四重奏曲3曲や木管五重奏曲を手懸けている。1806年にフュンフキルヒェン第一教会の楽長に抜擢され、ミサ曲やレクィエムなど多数の宗教音楽の創作に取り組んだ。1807年から歿年までフュンフキルヒェンの聖歌隊長を務めた。
リックルの作品のうち生前に出版されたものは少ないが、数点のピアノ曲や室内楽曲が、ウィーンのハスリンガー社やアウクスブルクのゴームバルト社（Gombart）によって発表された。

## 家族・親族
息子のカール・ゲオルク（1801年–1877年）とエーギット・カールもやはり作曲家になった。カール・ゲオルク・リックルは、フィズハルモーニカ（physharmonica）という楽器の作曲家となり、ベートーヴェンの『ミサ曲ハ長調』をピアノとフュズアルモニカのために編曲している。

## 参考資料
- Peter Branscombe, "Johann Georg Lickl". The New Grove Dictionary of Music and Musicians. London: Macmillan, 2001.
- Theophil Antonicek: Lickl Johann Georg. In: Österreichisches Biographisches Lexikon 1815–1950 (ÖBL). Band 5, Verlag der Österreichischen Akademie der Wissenschaften, Wien 1972, S. 189.
- Robert Eitner [in ドイツ語] (1883). "Lickl, Johann Georg". Allgemeine Deutsche Biographie (ドイツ語). Vol. 18. Leipzig: Duncker & Humblot. pp. 561–562.